# Тейлор-Лейк (Техас)
Тейлор-Лейк (англ. Taylor Lake Village) — місто (англ. city) в США, в окрузі Гарріс штату Техас. Населення — 3704 особи (2020).

## Географія
Тейлор-Лейк розташований за координатами 29°34′29″ пн. ш. 95°3′19″ зх. д. / 29.57472° пн. ш. 95.05528° зх. д. (29.574804, -95.055260).  За даними Бюро перепису населення США в 2010 році місто мало площу 3,39 км², з яких 2,91 км² — суходіл та 0,48 км² — водойми.

## Демографія
Згідно з переписом 2010 року, у місті мешкали 3544 особи в 1321 домогосподарстві у складі 1099 родин. Густота населення становила 1045 осіб/км².  Було 1367 помешкань (403/км²).
Расовий склад населення:
| - 91,6 % — білих - 3,6 % — азіатів - 2,2 % — чорних або афроамериканців - 0,3 % — корінних американців |

До двох чи більше рас належало 1,4 %. Частка іспаномовних становила 7,4 % від усіх жителів.
За віковим діапазоном населення розподілялося таким чином: 22,1 % — особи молодші 18 років, 58,7 % — особи у віці 18—64 років, 19,2 % — особи у віці 65 років та старші. Медіана віку мешканця становила 47,9 року. На 100 осіб жіночої статі у місті припадало 96,3 чоловіків;  на 100 жінок у віці від 18 років та старших — 96,8 чоловіків також старших 18 років.
Середній дохід на одне домашнє господарство  становив 167 493 долари США (медіана — 131 250), а середній дохід на одну сім'ю — 180 015 доларів (медіана — 139 346). За межею бідності перебувало 3,9 % осіб, у тому числі 5,1 % дітей у віці до 18 років та 0,0 % осіб у віці 65 років та старших.
Цивільне працевлаштоване населення становило 1569 осіб. Основні галузі зайнятості: освіта, охорона здоров'я та соціальна допомога — 22,6 %, виробництво — 16,7 %, науковці, спеціалісти, менеджери — 13,7 %, фінанси, страхування та нерухомість — 11,2 %.